# Aeroporto de Lukla
O aeroporto de Lukla é o principal aeroporto de acesso para quem deseja visitar o monte Everest. Segundo algumas fontes, pode ser considerado o aeroporto mais perigoso do mundo.
A sua denominação oficial é Aeroporto Tenzing-Hillary, em homenagem as duas primeiras pessoas que escalaram a montanha mais alta do mundo em 1953, Tenzing Norgay e Edmund Hillary. O próprio Edmund Hillary foi um dos maiores incentivadores deste empreendimento e participou de sua inauguração.
O aeroporto é servido por pequenos bimotores Dornier e Twin Otter; equipamentos do tipo STOL, aptos a realizarem pousos e decolagens em pistas curtas.

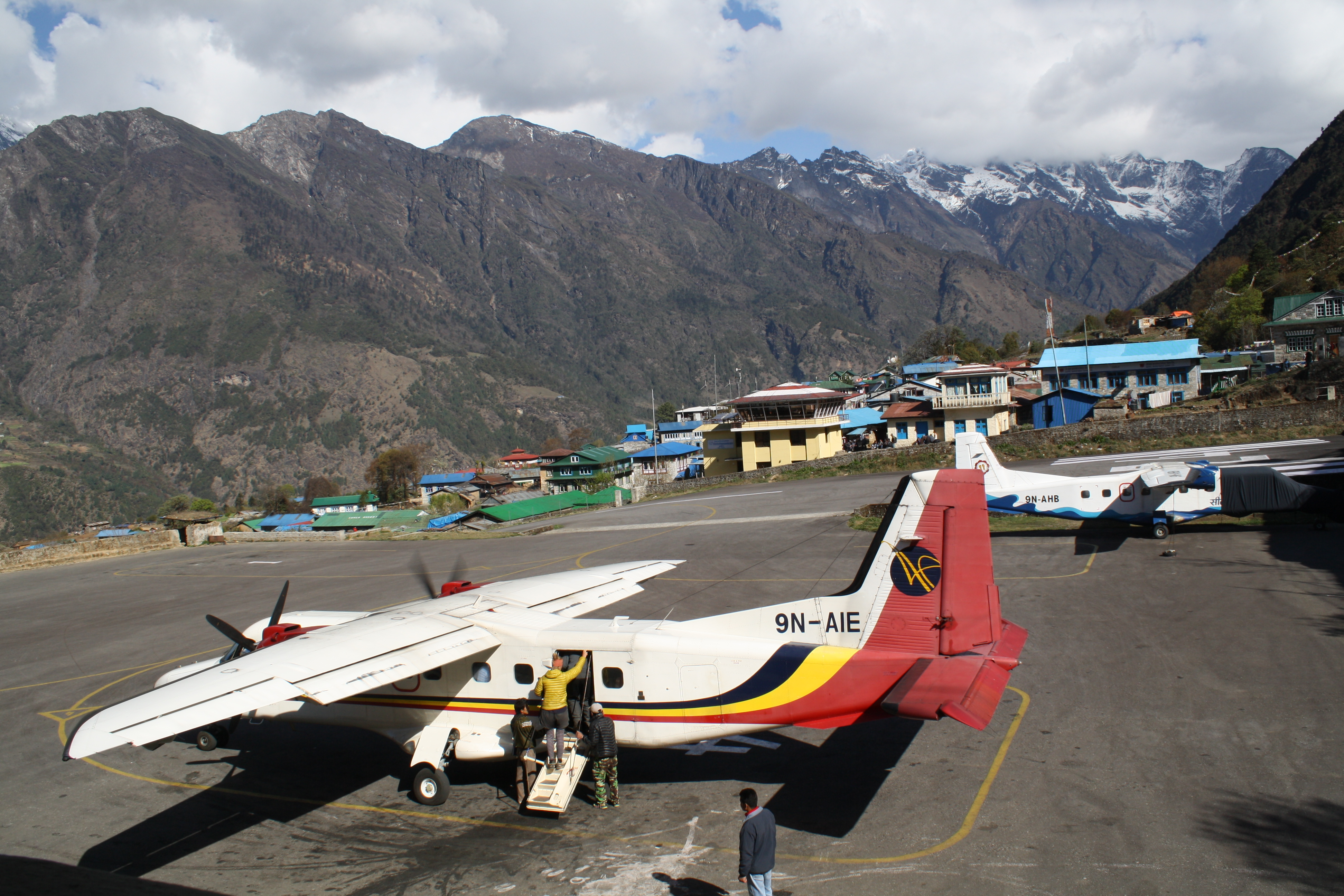
Movimentação de aeronaves no Aeroporto de Lukla

## História
O aeroporto foi construído no ano de 1964. Originalmente, pretendia-se instalar sua pista em áreas mais planas utilizadas para agricultura. Contudo, agricultores locais se recusaram vender suas terras de modo que o único terreno possível para construção deste aeroporto era o local onde atualmente está a sua pista. Edmund Hillary comprou estas terras dos sherpas locais por 2 650 dólares e ordenou o início da construção.
Como o solo era pouco resistente, Hillary pagou para a população local pisotear a área por vários meses para compactar o solo.  Sequencialmente, ainda descontente com a firmeza do terreno da pista, Hillary forneceu bebida alcoólicas no local, incentivando os sherpas a realizarem sequencias de danças tradicionais, as quais envolvem repetidas batidas com os pés contra o chão. Isso aumentou a dureza do solo sobre o qual se localizaria a pista de pouso, dando a ele a resistência necessária para suportar o impacto das rodas das aeronaves na superfície da pista.
A pista, inicialmente de cascalho, recebeu pavimentação com asfalto no ano de 2001, permitindo assim incremento na intensidade de sua utilização. Em janeiro de 2018 o Aeroporto foi renomeado em homenagem ao sherpa Tenzing Norgay e à Edmund Hillary, as duas primeiras pessoas a chegarem ao cume do monte Everest.

## Utilização e características

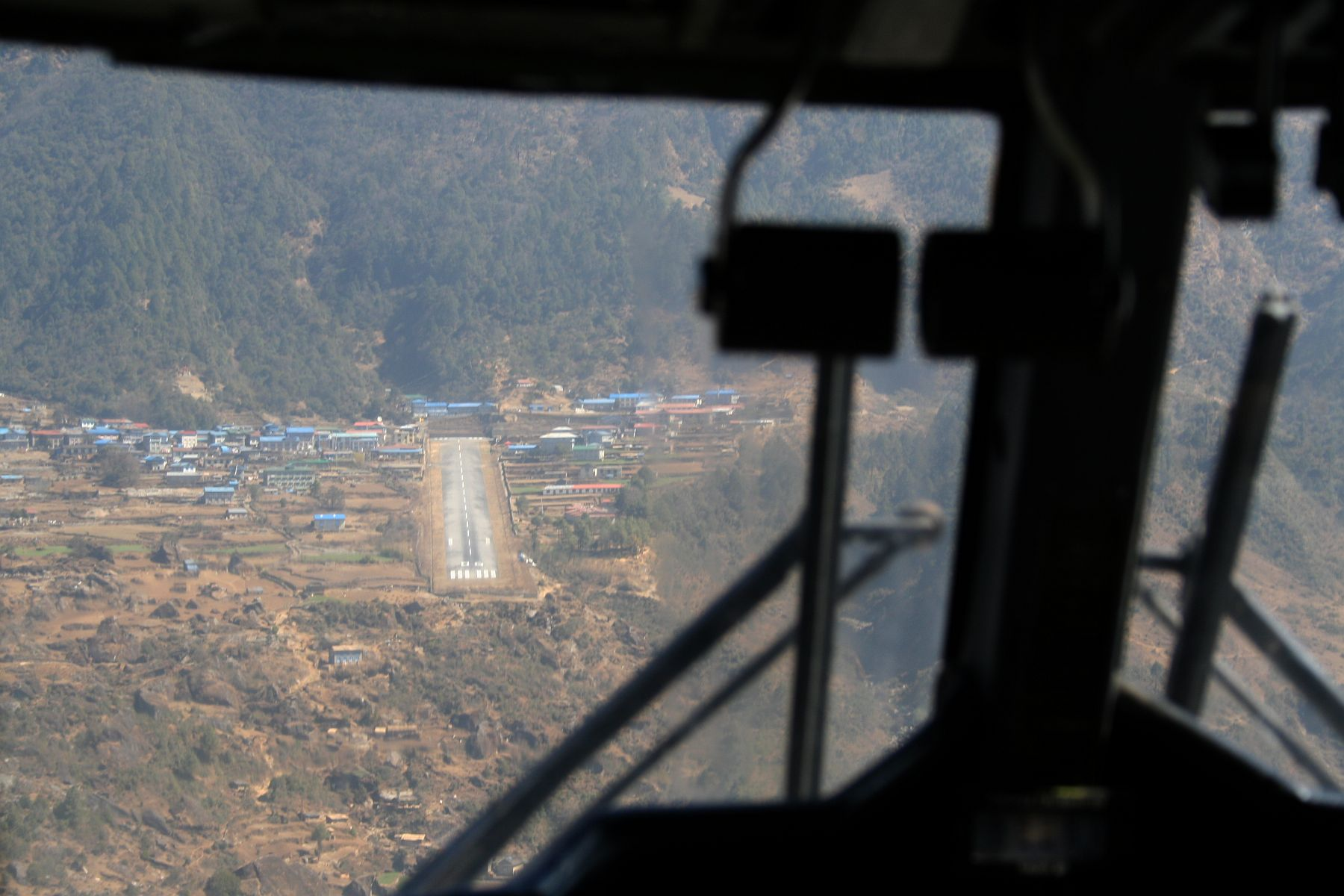
Aeronave fazendo sua aproximação final para pousar na curta pista do Aeroporto de Lukla

Os voos entre Lukla e Catmandu duram cerca de 30 minutos e durante a alta estação, nos meses de abril, maio, setembro e outubro, a frequência de operação é de quase 100 voos ao dia.
Quando a visibilidade é insuficiente devido as nuvens ou nevoeiros, todos os voos são cancelados, situação que provoca frequentes atrasos em sua operação, pois o clima local é bastante instável, estando sujeito à mudanças abruptas em curtos períodos de tempo.
Devido ao aeroporto estar situado em uma encosta da montanha, apresentando uma pista bastante curta e inclinada, o aeroporto de Lukla é considerado um dos aeródromos mais perigosos do mundo, sendo que diversos acidentes fatais nele ocorridos têm contribuído para esse título.
O relevo acidentado desta porção dos himalaias deixou pouco espaço para a instalação da pista de pouso. A solução encontrada foi construir a pista de forma que ela tenha inclinação de 12%. A elevada declividade auxilia na frenagem durante o pouso e facilita a aceleração para a decolagem das aeronaves.
Em decorrência da pista terminar defronte a um talude, todas as operações de pouso são executadas na cabeceira 06 e decolagem na cabeceira 24, independentemente da direção dos ventos.
Por conta dessas singularidades, a legislação do setor aéreo nepalês só permite que pilotos especificamente treinados para tais condições façam voos para este aeroporto.
Uma vez que a pista do aeroporto é utilizada como local de passagem pela população local para ir de um ponto a outro da cidade, minutos antes da chegada ou saída de qualquer aeronave uma sirene é acionada, alertando os pedestres para que não cruzem a pista.

## Importância
A importância do Aeroporto para a comunidade local é evidenciada quando se constata que a única alternativa a partir de Catmandu para chegar a Lukla, sem utilizar o aeroporto, seria pegar um ônibus até a localidade de Shivalaya, situada a 1767 metros de altura, e depois subir a montanha pela trilha, fazendo um trekking com cerca de seis dias de duração.
O aeroporto é utilizado por praticamente todos os turistas e aventureiros estrangeiros que desejam conhecer a região ou escalar o monte Everest.
Devido à inacessibilidade da cidade, todos os recursos externos necessários para manutenção da comunidade de Lukla, tais como materiais de construção, ferramentas, medicamentos, alimentos, entre outros, chegam a cidade por meio deste aeroporto.